# Zealandicesa singularis
Zealandicesa singularis är en tvåvingeart som beskrevs av Collin 1928. Zealandicesa singularis ingår i släktet Zealandicesa och familjen Brachystomatidae. Inga underarter finns listade i Catalogue of Life.